# Chhaprauli
Chhaprauli is een nagar panchayat (plaats) in het district Bagpat van de Indiase staat Uttar Pradesh.

## Demografie
Volgens de Indiase volkstelling van 2001 wonen er 17.795 mensen in Chhaprauli, waarvan 54% mannelijk en 46% vrouwelijk is. De plaats heeft een alfabetiseringsgraad van 56%.